# SWM (Automarke)

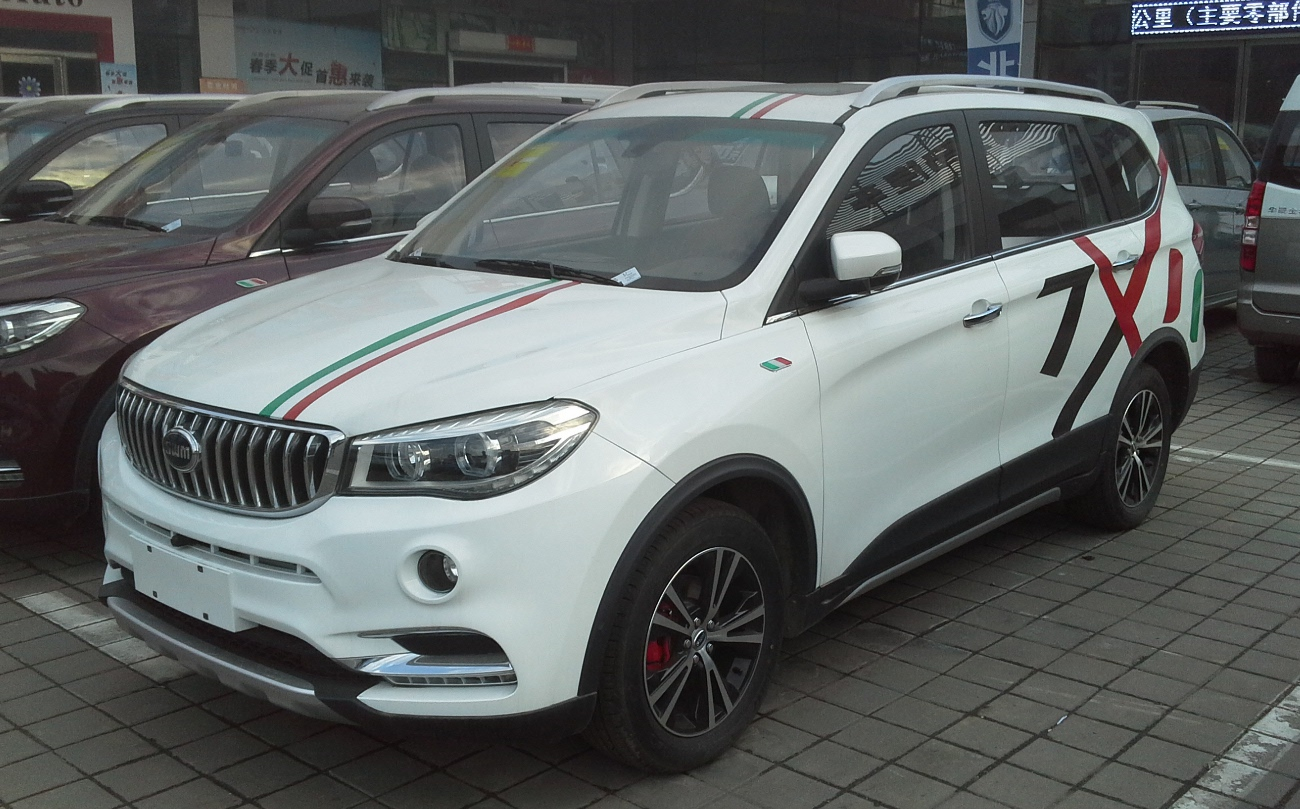
SWM X7

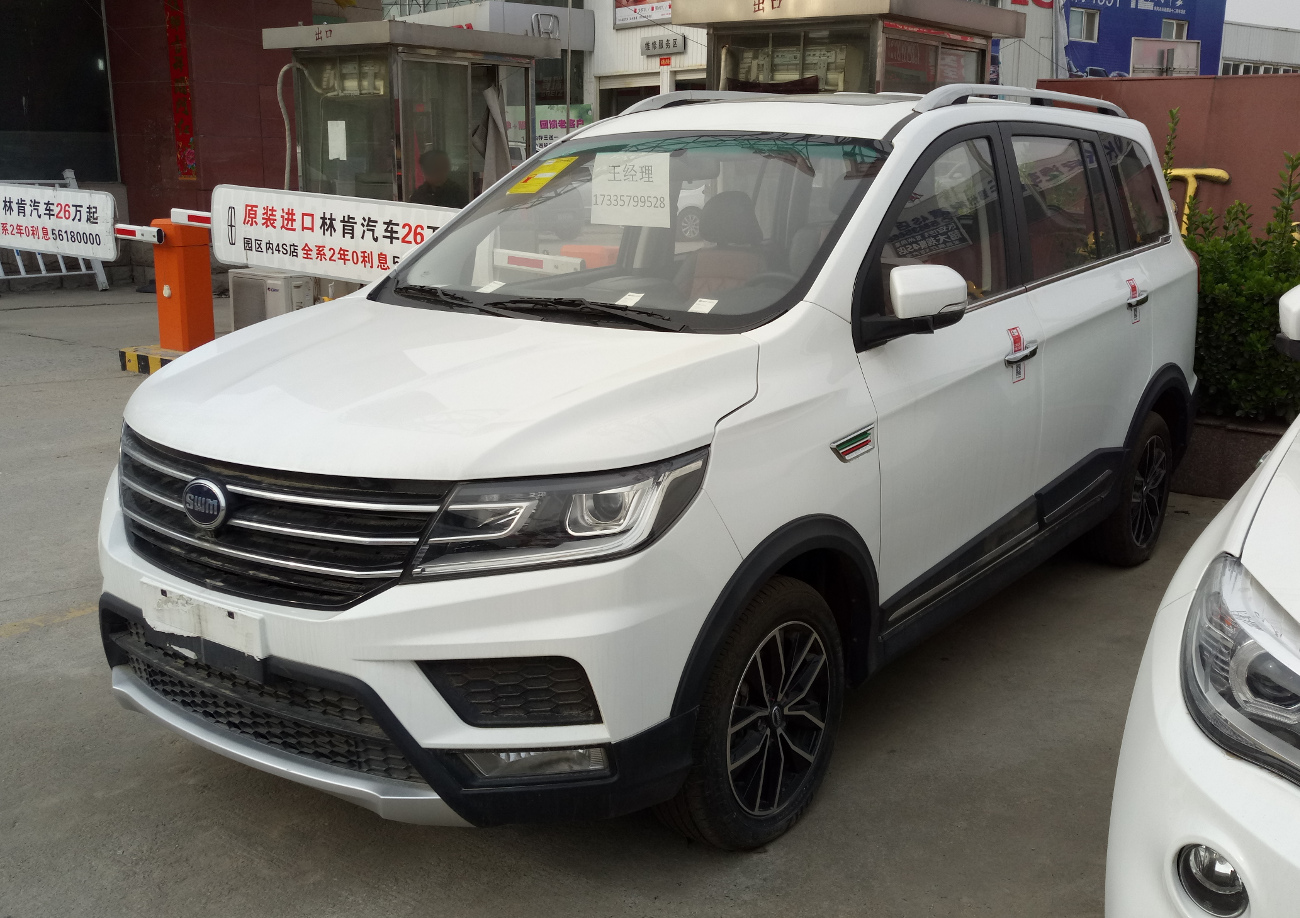
SWM X3

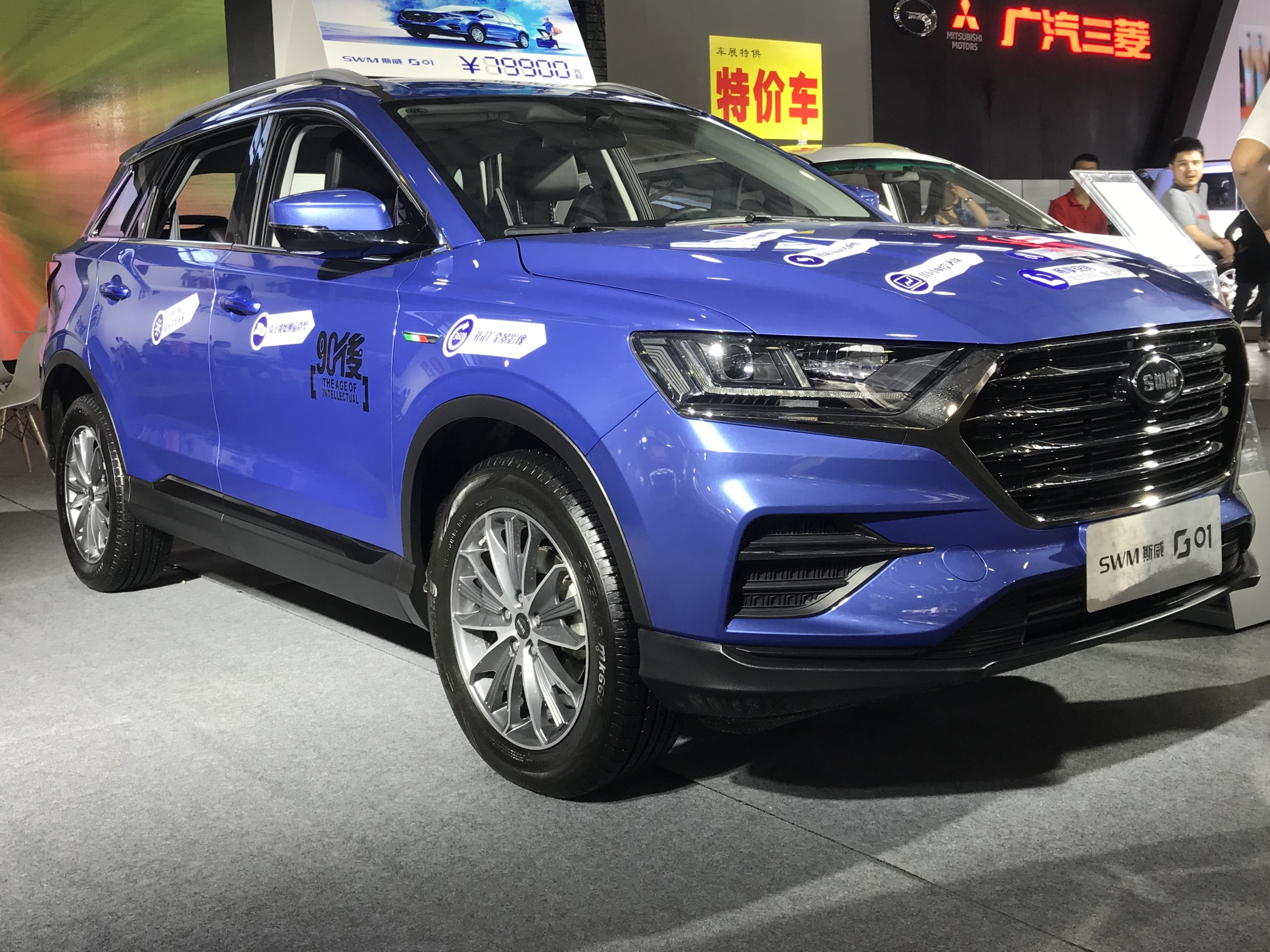
SWM G01

SWM ist eine Automarke aus der Volksrepublik China.

## Markengeschichte
Brilliance Shineray Chongqing Automobile wurde im Juni 2012 in Chongqing gegründet. Beteiligt sind Brilliance China Automotive Holdings und die Shineray Group. Der Name SWM geht zurück auf den ehemaligen italienischen Motorradhersteller SWM, der 2014 von Shineray aufgekauft wurde. 2016 begann die Produktion von Automobilen. Der Markenname lautet SWM.
Außerdem stellt das Unternehmen kleine Nutzfahrzeuge her, die SRM genannt werden. Dazu gibt es eine Zusammenarbeit mit der Marke Jinbei von Renault Brilliance Jinbei Automotive. Die letztgenannte Gesellschaft ist ebenso wie BMW Brilliance Automotive ein Gemeinschaftsunternehmen von Brilliance mit einem Partner.

## Fahrzeuge
Die diversen Verknüpfungen erklären eine gewisse Ähnlichkeit zu Modellen von Jinbei und BMW und zu Modellbezeichnungen von BMW.
Im September 2016 erschien mit dem SUV SWM X7 das erste Modell.
Im Juni 2017 folgte der SWM X3.
Im Juli 2018 ergänzte der SWM G01 das Sortiment. Er wird seit 2022 auch in Deutschland via Indimo vermarktet.
Der seit September 2019 hergestellte SWM G05 wird als modellgepflegte Version des X7 bezeichnet, der allerdings weiterhin angeboten wird.
Im August 2022 wurde der siebensitzige SWM Tiger eingeführt. Er wird als G03F auch in Deutschland angeboten.

## Verkaufszahlen in China
Zwischen 2016 und 2022 sind in der Volksrepublik China insgesamt 243.724 Neuwagen der Marke verkauft worden. Mit 64.252 Einheiten war 2017 das erfolgreichste Jahr.
| Jahr                             |      |  | Stück  |        |
| 2016                             | 2016 |  | 25.688 | 25.688 |
| 2017                             | 2017 |  | 64.252 | 64.252 |
| 2018                             | 2018 |  | 34.293 | 34.293 |
| 2019                             | 2019 |  | 21.222 | 21.222 |
| 2020                             | 2020 |  | 35.440 | 35.440 |
| 2021                             | 2021 |  | 30.506 | 30.506 |
| 2022                             | 2022 |  | 32.323 | 32.323 |
| Verkaufszahlen in China, Quelle: |      |  |        |        |